# Dassault Mirage III V
Die Dassault Mirage III V (Herstellerbezeichnung Mirage III V; V für vertikal) war ein französisches Experimentalflugzeug, das vertikal starten und landen können sollte (VTOL). Das Flugzeug hatte eine Hub- und Schubtriebwerks-Konfiguration („lift + cruise“). Die Mirage III V war eine Weiterentwicklung der Balzac V und Dassaults Vorschlag innerhalb eines NATO-Wettbewerbs für die Schaffung eines VTOL-Kampfflugzeugs.

## Geschichte

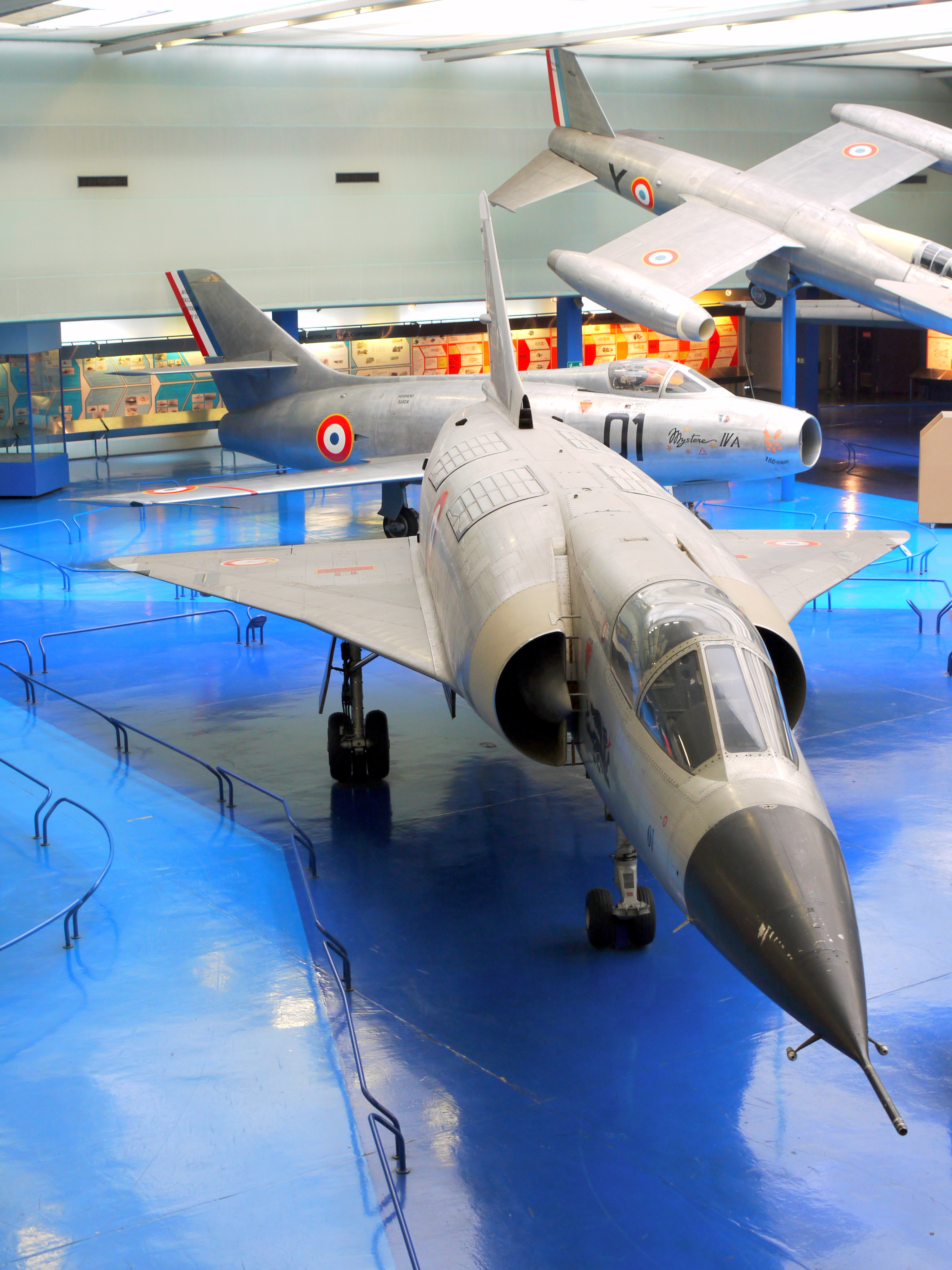
Dassault Mirage III V

Vier Entwürfe wurden bei dem NATO-Wettbewerb im Januar 1962 aufgrund der Spezifikation AC/169 über ein überschallfähiges V/STOL-Kampfflugzeug eingereicht:
- die Mirage III V
- die Fokker-Republic D.24 Alliance
- die BAC 584
- die Hawker Siddeley P.1154

Diese mussten auch die NBMR 3 (= grundlegende militärische Anforderung 3) erfüllen. Im Mai 1962 wurde entschieden, dass die P.1154 technisch überlegen war. Bei Einbeziehung der Finanzierung und der Arbeitsteilung war die Mirage III V aber gleichwertig. Die NATO war nicht in der Lage, die Entwicklung beider Sieger zu finanzieren, so wurden die Projekte an die Staaten zurückgegeben.
Die Mirage III V war eine Weiterentwicklung der Balzac V, es wurden zwei Prototypen gebaut. Der erste Prototyp führte den ersten Schwebeversuch am 12. Februar 1965 durch. Das Flugzeug hatte den allgemeinen Aufbau der früheren Mirage-Kampfflugzeuge, war aber länger und hatte größere Tragflächen und – wie die Balzac – neun Triebwerke:
ein SNECMA TF104 (modifiziertes Pratt & Whitney JTF30) mit einem Schub von 53,4 kN sowie acht in Paaren entlang der Mittellinie angeordnete Rolls-Royce RB.162-1-Hubtriebwerke, mit je 15,7 kN Schub. Das TF-104 wurde ursprünglich auf einer speziell gebauten Versuchsmaschine getestet, der Mirage IIIT. Mit Ausnahme der Änderungen für den Triebwerkseinbau sah die Mirage IIIT wie die Mirage IIIC aus.
Bevor der erste Prototyp den Übergang vom Schwebe- zum Vorwärtsflug im März 1966 absolvierte, wurde das TF104-Triebwerk durch das verbesserte Triebwerk TF106 mit einem Schub von 74,5 kN ersetzt. Damit erreichte er bei den Testflügen Spitzengeschwindigkeiten von bis zu Mach 1,32.
Der zweite Prototyp erhielt als Marschtriebwerk das TF306 mit einem Schub von 82,4 kN. Der Erstflug fand im Juni 1966 statt. Im September erreichte er Mach 2,04 im waagerechten Flug, ging jedoch bei einem Unfall am 28. November 1966 verloren.
Der Verlust des zweiten Prototyps beendete das Programm ebenso wie die Aussicht auf ein senkrecht startendes Mach-2-Kampfflugzeug für Jahrzehnte. Das britische Hawker-P.1154-Programm wurde 1965 von der Regierung gestoppt. Zu dieser Zeit entstanden gerade die Prototypen des Unterschallflugzeugs Hawker-Siddeley Kestrel.
Die Mirage III V war nie ein realisierbares Kampfflugzeug. Die acht Hubtriebwerke hätten für eine außergewöhnlich aufwändige Wartung gesorgt. Außerdem hätte das erhöhte Gewicht zu einem kleineren Aktionsradius und einer geringeren Nutzlast geführt.
Die Technologie der Mirage III V wurde teilweise in der extrem erfolgreichen Mirage IIIF, später Mirage F1, wiederverwendet.

## Technische Daten
- Marschtriebwerk:
  - III V 01: 1 × Turbofan SNECMA TF104, 53,4 kN (12.000 lb; 20.000 lb mit Nachbrenner)
  - III V 01 nach Umbau: 1 × Turbofan SNECMA  TF106, 74,5 kN (16.755 lb)
  - III V 02: 1 × Turbofan SNECMA TF306, 78,14 bis 82,4 kN (18.520 lb)
- Hubtriebwerke:
  - 8 × Rolls-Royce RB.162-1-Turbofans, je 15,7 kN (3.525 lb)

- Besatzung: 1
- Länge: 18,00 m (III V 01) bzw. 16,3 m (III V 02)
- Spannweite: 8,72 m (III V 01) bzw. 8,80 m (III V 02)
- Höhe: 5,55 m
- Leergewicht: 6.750 kg bis 10.000 kg (abh. vom Triebwerk)
- Maximalgewicht: 13.440 kg
- Höchstgeschwindigkeit: Prototyp 1: Mach 1,32
- Höchstgeschwindigkeit: Prototyp 2: Mach 2,04 am 12. September 1966
- Reichweite: 467 km mit 907-kg-Nuklearwaffe